# Svenska Projektakademien
Svenska Projektakademien (SPAK) grundades 1994 och är en samverkansorganisation för praktiker och forskare inom projektstyrningsområdet. De 31 ledamöterna utses genom interna val och är tekniker, ekonomer, beteendevetare och humanister från näringsliv, offentliga organisationer och universitetsvärlden. Akademiens verksamhet drivs utifrån grundtanken att ett förbättrat projektkunnande är till gagn för såväl människor som organisationer i det moderna samhället.
Akademien delar årligen ut utmärkelsen Årets Projektledare samt ett pris till bästa kandidat/magister-uppsats inom projektområdet vid universitet/högskola. Projektakademiens ledamöter samlas ett flertal gånger varje år för överläggningar. Akademien leds av dess Högsta Beslutande Organ (HBO), vars ordförande sedan 2022 är universitetslektor Tomas Gustavsson.